# Nils Ehlers
Nils Ehlers, född 4 februari 1994 i Berlin, Tyskland är beachvolleyspelare. Tillsammans med Clemens Wickler tog han silver vid OS 2024.

## Volleyboll
Ehlers spelade inomhusvolleyboll med TSV Spandau 1860 från 2010. Säsongen 2014/15 spelade han med Berliner VV i tredjeligan (där han var högerspiker). Säsongen efter spelade han med Netzhoppers Königs Wusterhausen i Volleyball-Bundesliga.

## Beachvolley
Ehlers började spela beachvolley 2013. Från 2016 spelade han tillsammans med Max Betzien. Med honom vann de deltävlingen i Kühlungsborn under German Beach Tour och kom femma vid tyska mästerskapen 2016. Betzien/Ehlers kom på nionde plats vid tyska mästerskapen 2017. Från och med oktober 2017 började Ehlers spela tillsammans med Lorenz Schümann istället. De kom som bäst femma i en 3-stjärnig turnering under FIVB Beach Volleyball World Tour 2017 och som bäst tvåa i en två-stjärnig turnering under FIVB Beach Volleyball World Tour 2018.
Efter att Markus Böckermann avslutade sin karriär började Ehlers spela med hans partner, Lars Flüggen, i augusti 2018. Ehlers/Flüggen nådde en tredjeplats vid tyska mästerskapet och som bäst tvåa i en två-stjärnig turnering under FIVB Beach Volleyball World Tour 2019 kom de femma i en trestjärnig turnering och tvåa i en fyrstjärnig turnering. De kom femma vid tyska mästerskapet samma år. Vid tyska mästerskapet 2020 (då Ehlers temporärt spelade med Eric Stadie), kom han tvåa. De misslyckades att kvalificera sig för OS 2020.
Efter att Lars Flüggens avslutade sin karriär började Ehlers spela med Lukas Pfretzschner istället. De kom femma med vid EM 2021. Tillsammans med Rudy Schneider nådde han en nionde plats vid tyska mästerskapet. Sedan oktober 2021 spelar Ehlers tillsammans med Clemens Wickler. Vid Volleyball World Beach Pro Tour 2022 kom de femma vid Elite16-turneringen i Jūrmala. Vid VM 2022 vann de sin grupp, men åkte ut i sextonsdelsfinalen. Efter världsmästerskapet vann de en deltävling på German Beach Tour och kom trea vid en Elit16-turneringen på världstouren. De gick till kvartsfinal vid EM 2022 och vann det tyska mästerskapet.
Under Volleyball World Beach Pro Tour 2023 tog de fler pallplatser och under året vann de flera deltävlingar på German Beach Tour. De var också överst på prispallen vid europafinalen av King of the Court i Luxemburg. Vid EM 2023 gick de åter till kvartsfinal och de vann liksom föregående år det vid tyska mästerskapet. Vid Elite16-turneringen i Paris tog sig Ehlers/Wickler till finalen, där de förlorade mot Perušič / Schiner . Vid VM 2023 vann de sin grupp och åkte ut i åttondelsfinalen. Under Volleyball World Beach Pro Tour 2024 har de nått en final som bäst. Vid OS 2024 gick laget till final utan att förlora en match. I finalen förlorade de mot David Åhman och Jonatan Hellvig.